# Мирза Ахмед-мечеть
Мирза Ахмед-мечеть (азерб. Mirzə Əhməd məscidi) — мечеть 1345 года, расположенная в столице Азербайджана городе Баку, в исторической части города Ичери-шехере, ул. Военная, 6, в одном ряду с жилыми домами.
Построена Гаджи Мирза Ахмедом.

## Архитектура
В плане мечеть имеет четырёхугольную форму. Она состоит из квадратного вестибюля, служебного помещения и молельного зала с нишами. В архитектурной структуре мечети имеются купола из местного камня и стрельчатые арки.
В центре входной двери присутствует надпись из Корана, а также имя зодчего. Крыша мечети, а также расположенное рядом вспомогательное помещение разрушено. Существует предположение, что мечеть возведена на месте более древнего храма.

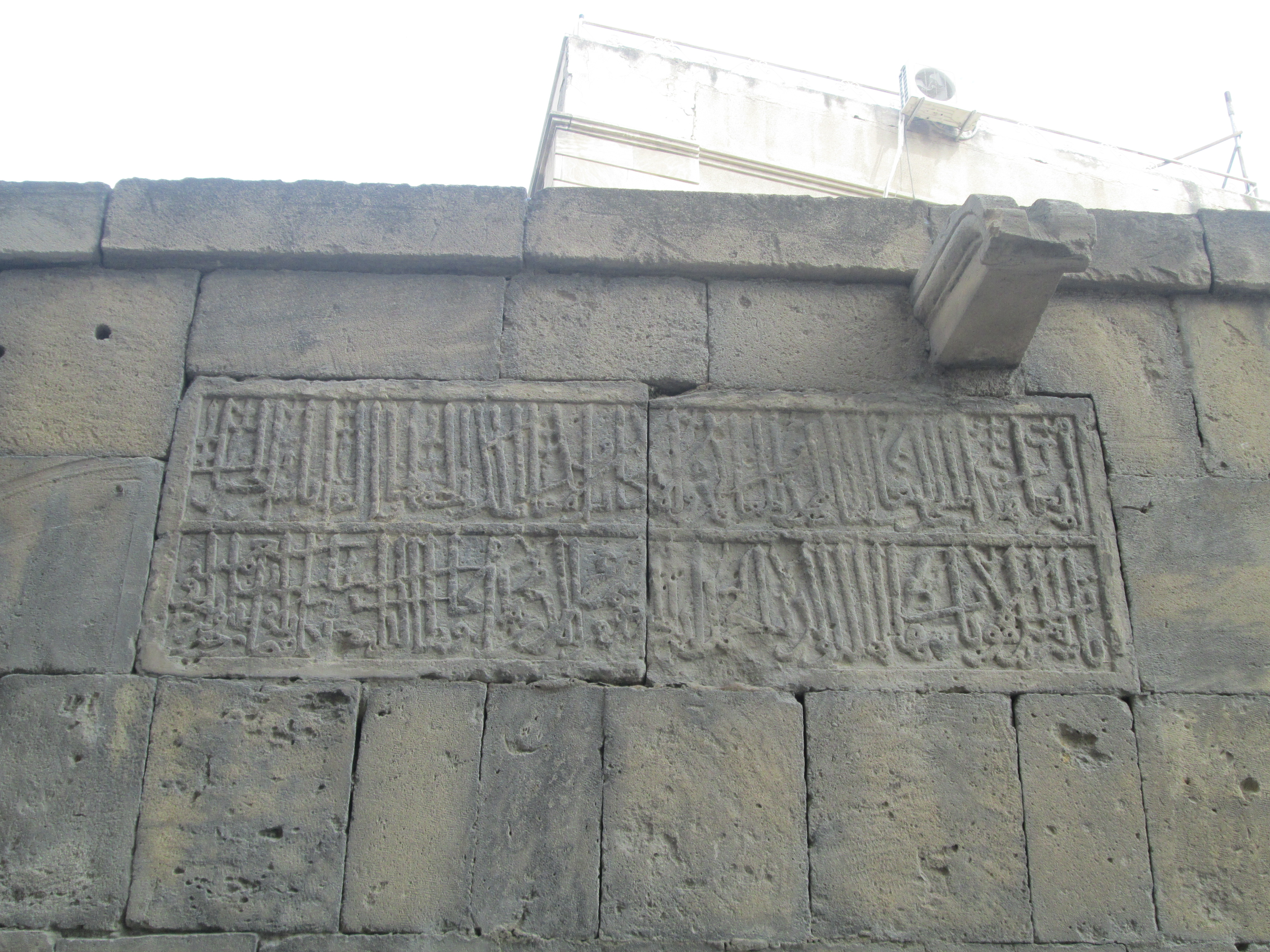
Китабе на стене мечети